# Генаст, Эдуард Франц
Эдуард Франц Генаст (1797—1866) — немецкий актер, певец и композитор.
Занимался актерским образованием под руководством И. В. Гёте. Дебют — Осмин в опере В. А. Моцарта «Похищение из сераля» (Веймарский театр; 23 апреля 1814 года). Участвовал одновременно в оперных и драматических представлениях.
После ухода Гёте из Веймарского театра Генаст играет в театрах Дрездена (1817), Лейпцига (1818) и других. В 1828 году — директор Театра в Магдебурге. В 1829 году вернулся в Веймарский театр. Генаст-композитор сочинил оперы «Солнечные люди» (1828) и «Предатель в Альпах» (1855, Веймарский театр).
Оставил мемуары «Из дневника старого актера» (1862—1866).

## Роли в операх
- Дон Жуан и Фигаро («Дон Жуан» и «Свадьба Фигаро»)
- Вильгельм Телль — «Вильгельм Телль» Дж. Россини
- опера «Вампир» Маршнера (была написана специально для Генаста; 1829, Лейпциг)

## Драматические роли
- Кент — «Король Лир», 1815
- Валленштейн — «Смерть Валленштейна» Ф. Шиллера
- Гёц фон Берлихинген — Гёц фон Берлихинген" Гёте
- Натан Мудрый — «Натан Мудрый» Лессинга
- король Лир
- Кориолан
- Макбет